# Mathavre

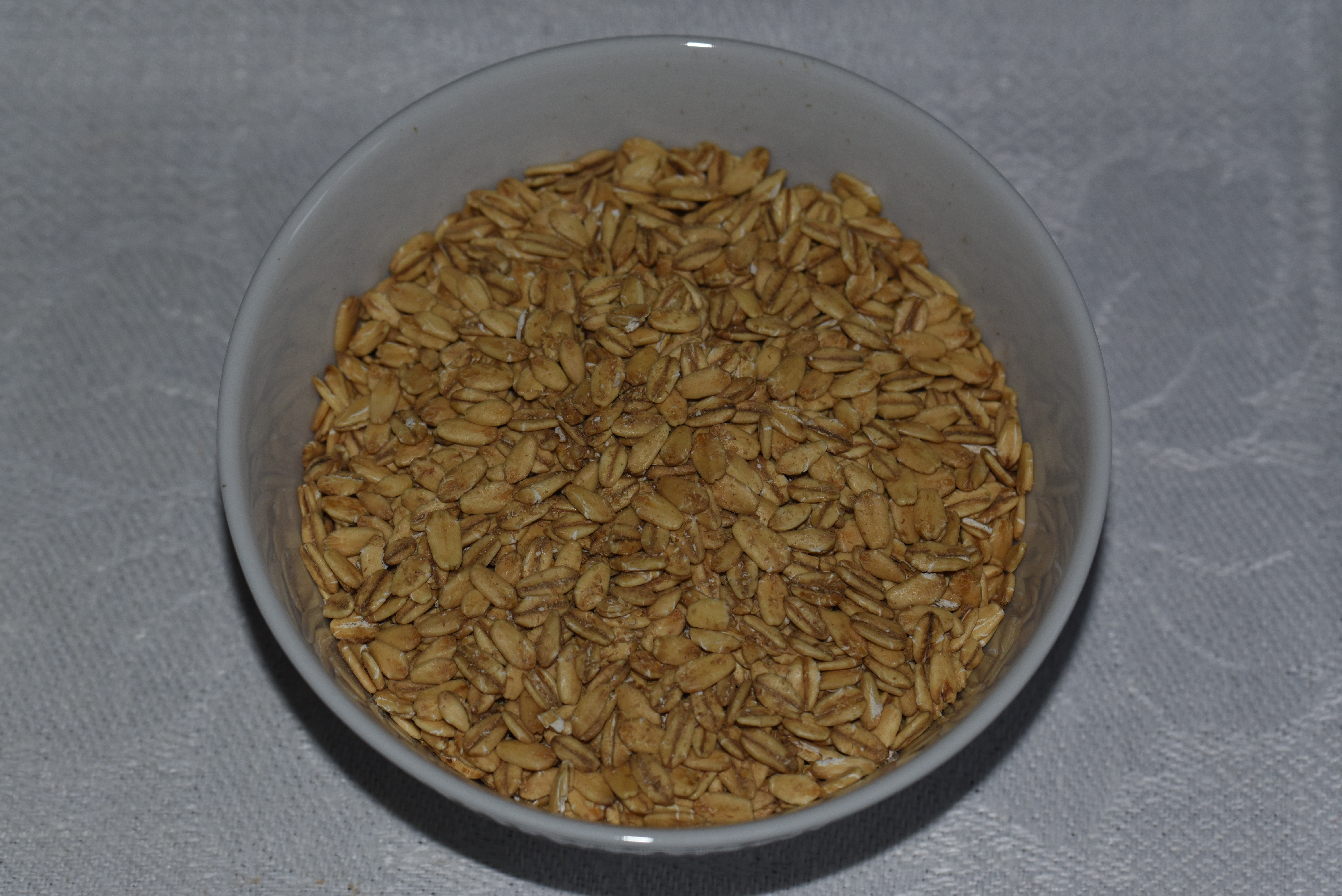
Okokt mathavre.

Mathavre är en spannmålsprodukt av havre som kokas och kan användas till maträtter istället för exempelvis ris, pasta och potatis eller blandas i alla typer av sallader.